# Флаг Социалистической Федеративной Республики Югославия
Флаг Социалистической Федеративной Республики Югославия (до 7 июля 1967 года — Федеративная Народная Республика Югославия) представляет собой флаг Королевства Югославии, составленный из панславистских цветов (синего, белого и красного), на котором герб Королевства Югославии заменён на красную пятиконечную звезду. Синий цвет символизирует небо, красная звезда-коммунизм, а красный-кровь, пролитую во время народно-освободительной борьбы.
Первые варианты флага появились во время Второй мировой войны, а конечный вариант, с увеличенной звездой в золотой окантовке, был принят 2 декабря 1945 года.
Укороченная версия флага (пропорции 2:3) служила гражданским знаменем, в то время как удлинённая версия (пропорции 1:2) обычно вывешивалась над официальными югославскими учреждениями.
Флаг обычно вывешивался на официальных зданиях вместе с флагами отдельных югославских республик и флагом Союза Коммунистов Югославии. Из-за этого, много зданий в бывшей Югославии имеют по три держателя для флагов.

## Другие флаги

Флаг Коммунистической партии Югославии (Сербско-хорватский кириллица) (1920-1952)
Флаг Союза коммунистов Югославии (Сербско-хорватский кириллица)
Флаг Союза коммунистов Югославии (Сербско-хорватский латиница)
Флаг Союза коммунистов Югославии (Македонский)
Флаг Союза коммунистов Югославии (Словенский)
Флаг Союза коммунистов Югославии (Хорватский)
Флаг Демократической Федеративной Югославии 1945

## Военно-морские флаги

Флаг кораблей флота Народно-освободительной армии Югославии 1942—1944
Кормовой флаг 1949—1993
Гюйс 1949—1993
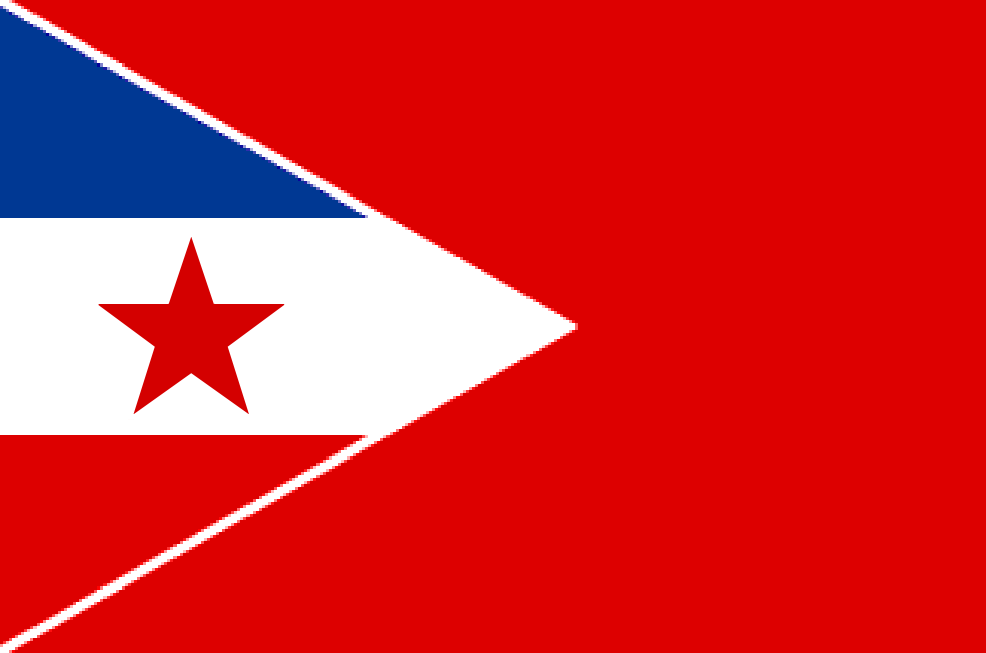
Флаг пограничных кораблей 1949—1993

## Штандарты

Штандарт президента
Штандарт председателя Союзного исполнительного веча
Штандарт члена Союзного исполнительного веча

## Флаги республик

Флаг Социалистической Республики Босния и Герцеговина
Флаг Социалистической Республики Македонии
Флаг Социалистической Республики Сербии
Флаг Социалистической Республики Словении
Флаг Социалистической Республики Хорватии
Флаг Социалистической Республики Черногории